# Świnia Noga
Świnia Noga – część wsi Łapinóż w Polsce położona w województwie kujawsko-pomorskim, w powiecie brodnickim, w gminie Osiek.
W latach 1975–1998 miejscowość administracyjnie należała do województwa toruńskiego.